# فلورنسيو قسطنطين
فلورنسيو قسطنطين (بالإسبانية: Florencio Constantino)‏ هو مغني أوبرا إسباني، ولد في 9 أبريل 1869 في أورتويلا في إسبانيا، وتوفي في 19 نوفمبر 1919 في مدينة مكسيكو في المكسيك.